# Campionati del mondo di duathlon del 2013
I Campionati del mondo di duathlon del 2013 (XXIV edizione) si sono tenuti a Cali in Colombia il 26 luglio 2013.
Tra gli uomini ha vinto il belga Rob Woestenborghs, mentre tra le donne ha vinto la giapponese Ai Ueda.
La gara valida per il titolo di campione del mondo del 2013, nella categoria junior, si è svolta, invece, a Ottawa, in Canada, il 10 agosto 2013.
Tra gli uomini ha vinto l'olandese Jorik Van Egdom e la britannica Georgina Schwiening.
Il titolo di Campione del mondo di duathlon della categoria under 23 è andato al britannico Richard Horton. Tra le donne si è aggiudicata il titolo di Campionessa del mondo di duathlon della categoria under 23 la slovacca Petra Fasungova.

## Risultati

### Élite uomini
| Pos. | Nome                    | Paese       | Corsa    | Bici     | Corsa    | Totale   |
| ---- | ----------------------- | ----------- | -------- | -------- | -------- | -------- |
|      | Rob Woestenborghs       | Belgio      | 00:31:59 | 00:53:52 | 00:17:17 | 01:43:39 |
|      | Emilio Martin           | Spagna      | 00:31:06 | 00:55:43 | 00:16:54 | 01:44:23 |
|      | Benoit Nicolas          | Francia     | 00:31:06 | 00:57:59 | 00:15:58 | 01:45:46 |
| 4    | Sergio Lorenzo Prieto   | Spagna      | 00:31:08 | 00:57:55 | 00:15:59 | 01:45:51 |
| 5    | Sergio Silva            | Portogallo  | 00:31:07 | 00:57:52 | 00:16:10 | 01:45:55 |
| 6    | Antoine Duvivier        | Belgio      | 00:31:06 | 00:57:55 | 00:16:09 | 01:45:58 |
| 7    | Roger Roca Dalmau       | Spagna      | 00:31:09 | 00:56:04 | 00:17:34 | 01:46:02 |
| 8    | Philip Wylie            | Regno Unito | 00:31:07 | 00:57:56 | 00:16:16 | 01:46:06 |
| 9    | Benjamin Choquert       | Francia     | 00:31:08 | 00:57:55 | 00:17:30 | 01:47:18 |
| 10   | Oscar Galindez          | Argentina   | 00:33:26 | 00:56:07 | 00:17:03 | 01:47:28 |
| 11   | Sergey Yakovlev         | Russia      | 00:31:59 | 00:57:41 | 00:17:04 | 01:47:33 |
| 12   | Morimichi Iihoshi       | Giappone    | 00:31:49 | 00:57:45 | 00:16:58 | 01:47:35 |
| 13   | Oliver Mott             | Regno Unito | 00:32:01 | 00:57:37 | 00:17:42 | 01:48:07 |
| 14   | Jose Luis Cordova       | Messico     | 00:32:04 | 00:59:02 | 00:16:59 | 01:48:51 |
| 15   | Darwin Villalta         | Venezuela   | 00:33:24 | 00:57:45 | 00:17:05 | 01:49:09 |
| 16   | Eduardo Jose Mansilla   | Argentina   | 00:33:43 | 00:57:26 | 00:17:17 | 01:49:19 |
| 17   | Yohann Valencia         | Venezuela   | 00:33:22 | 00:57:48 | 00:17:31 | 01:49:33 |
| 18   | Franklin Saenz Gordillo | Colombia    | 00:33:25 | 00:57:44 | 00:17:32 | 01:49:34 |
| 19   | Ernani Souza            | Brasile     | 00:33:24 | 00:57:46 | 00:17:38 | 01:49:39 |
| 20   | Martin Debnar           | Rep. Ceca   | 00:33:44 | 00:57:24 | 00:18:06 | 01:50:01 |
| 21   | Kohei Kawamura          | Giappone    | 00:32:47 | 00:58:18 | 00:17:58 | 01:50:02 |
| 22   | Eduar Villalta          | Venezuela   | 00:33:25 | 00:57:46 | 00:18:03 | 01:50:04 |
| 23   | Ilya Mazhukhin          | Russia      | 00:32:37 | 00:58:35 | 00:18:00 | 01:50:05 |
| 24   | Jorge Enrique Calvo     | Argentina   | 00:34:25 | 00:56:39 | 00:18:18 | 01:50:19 |
| 25   | Tadashi Mori            | Giappone    | 00:33:17 | 00:57:50 | 00:18:20 | 01:50:20 |
| 26   | Nico Klasen             | Lussemburgo | 00:33:44 | 00:57:18 | 00:18:26 | 01:50:23 |
| 27   | Wim Nieuwkerk           | Paesi Bassi | 00:34:45 | 00:56:21 | 00:18:37 | 01:50:27 |
| 28   | Thomas Bruins           | Paesi Bassi | 00:33:17 | 00:56:20 | 00:20:18 | 01:50:47 |
| 29   | Erick Peña              | Venezuela   | 00:33:25 | 00:57:45 | 00:18:59 | 01:51:02 |
| 30   | Armand Van Der Smissen  | Paesi Bassi | 00:34:49 | 00:56:20 | 00:19:24 | 01:51:19 |
| 31   | Fumiya Tanaka           | Giappone    | 00:32:46 | 00:58:25 | 00:19:28 | 01:51:31 |
| 32   | Edgar Espinoza          | Messico     | 00:32:01 | 00:57:39 | 00:21:05 | 01:51:35 |
| 33   | Jonathan Alzate         | Colombia    | 00:33:24 | 00:57:44 | 00:19:44 | 01:51:37 |
| 34   | Salman Teymouri         | Iran        | 00:34:20 | 00:56:47 | 00:19:35 | 01:51:39 |
| 35   | Oscar Ivan Lopez        | Colombia    | 00:34:14 | 00:56:47 | 00:19:41 | 01:51:45 |
| 36   | Hernan Dario Valero     | Colombia    | 00:32:53 | 00:59:05 | 00:18:59 | 01:51:50 |
| 37   | Gerben Schreurs         | Paesi Bassi | 00:34:46 | 00:56:21 | 00:20:03 | 01:52:05 |
| 38   | Coen De Wit             | Paesi Bassi | 00:34:33 | 00:56:56 | 00:19:59 | 01:52:30 |
| 39   | Patrick Parish          | Stati Uniti | 00:33:40 | 00:57:29 | 00:22:09 | 01:54:12 |
| 40   | Caimin Stevens          | Paesi Bassi | 00:34:21 | 00:01:02 | 00:19:31 | 01:56:38 |
| 41   | Edsson Huanca           | Bolivia     | 00:33:25 | 00:01:03 | 00:20:26 | 01:57:58 |
| 42   | Juan Sebastian Sacco    | Argentina   | 00:35:13 | 00:01:03 | 00:23:13 | 02:02:54 |

### Élite donne
| Pos. | Nome                                | Paese       | Corsa    | Bici     | Corsa    | Totale   |
| ---- | ----------------------------------- | ----------- | -------- | -------- | -------- | -------- |
|      | Ai Ueda                             | Giappone    | 00:35:07 | 01:03:45 | 00:18:14 | 01:57:59 |
|      | Sandra Levenez                      | Francia     | 00:35:07 | 01:03:44 | 00:19:14 | 01:58:59 |
|      | Jenny Schulz                        | Germania    | 00:36:08 | 01:05:52 | 00:18:13 | 02:01:04 |
| 4    | Stefanie Bouma                      | Paesi Bassi | 00:35:34 | 01:06:18 | 00:18:46 | 02:01:37 |
| 5    | Joselyn Brea                        | Venezuela   | 00:35:59 | 01:05:57 | 00:19:46 | 02:02:37 |
| 6    | Sabrina Godard                      | Francia     | 00:37:07 | 01:04:47 | 00:19:57 | 02:02:46 |
| 7    | Gillian Palmer                      | Regno Unito | 00:37:24 | 01:05:23 | 00:19:11 | 02:02:56 |
| 8    | Evgenia Sukhoruchenkova             | Russia      | 00:35:29 | 01:06:28 | 00:20:45 | 02:03:36 |
| 9    | Monica Calderon                     | Colombia    | 00:38:22 | 01:03:35 | 00:20:41 | 02:03:37 |
| 10   | Sandra Sarmiento                    | Venezuela   | 00:38:22 | 01:04:31 | 00:20:02 | 02:03:52 |
| 11   | Karla Urbina                        | Venezuela   | 00:38:18 | 01:04:37 | 00:20:45 | 02:04:40 |
| 12   | Blanca Liliana Moreno               | Colombia    | 00:38:23 | 01:04:27 | 00:21:43 | 02:05:34 |
| 13   | Petra Fasungova                     | Slovacchia  | 00:38:06 | 01:04:47 | 00:21:55 | 02:05:45 |
| 14   | Fiama Del Valle Rodriguez Rodriguez | Venezuela   | 00:38:22 | 01:04:30 | 00:22:27 | 02:06:15 |
| 15   | Cristiana Valente                   | Portogallo  | 00:38:46 | 01:07:31 | 00:19:47 | 02:07:00 |
| 16   | Victoria Vides                      | Guatemala   | 00:38:18 | 01:07:59 | 00:19:58 | 02:07:19 |
| 17   | Mirasol Abad                        | Filippine   | 00:39:50 | 01:06:25 | 00:20:48 | 02:08:19 |
| 18   | Airi Sawada                         | Giappone    | 00:38:45 | 01:07:36 | 00:21:34 | 02:08:46 |
| 19   | Maria Eugenia Barrera               | Messico     | 00:40:06 | 01:06:02 | 00:22:12 | 02:09:37 |
| 20   | Eri Miyazawa                        | Giappone    | 00:38:22 | 01:08:55 | 00:22:47 | 02:11:12 |
| 21   | Mirtha Realpe                       | Colombia    | 00:40:08 | 01:10:36 | 00:22:42 | 02:14:34 |
| 22   | Lucia Moyano                        | Argentina   | 00:41:16 | 01:09:32 | 00:24:30 | 02:16:13 |

### Junior uomini
| Pos. | Nome               | Paese       | Corsa    | Bici     | Corsa    | Totale   |
| ---- | ------------------ | ----------- | -------- | -------- | -------- | -------- |
|      | Jorik Van Egdom    | Paesi Bassi | 00:14:55 | 00:29:37 | 00:08:01 | 00:53:54 |
|      | Anders Lund Hansen | Danimarca   | 00:14:36 | 00:29:58 | 00:08:15 | 00:54:05 |
|      | Calum Johnson      | Regno Unito | 00:14:56 | 00:30:33 | 00:07:37 | 00:54:12 |
| 4    | Cesar Saracho      | Messico     | 00:14:53 | 00:30:37 | 00:07:37 | 00:54:12 |
| 5    | Jeremy Briand      | Canada      | 00:15:01 | 00:30:30 | 00:07:50 | 00:54:29 |
| 6    | Liam Lloyd         | Regno Unito | 00:15:15 | 00:30:17 | 00:08:57 | 00:55:37 |
| 7    | Pol Samso          | Spagna      | 00:15:53 | 00:31:07 | 00:08:30 | 00:56:31 |
| 8    | Takahiro Abe       | Giappone    | 00:15:28 | 00:31:11 | 00:08:46 | 00:56:44 |
| 9    | Luke Schlebusch    | Sudafrica   | 00:15:52 | 00:31:03 | 00:08:37 | 00:56:46 |
| 10   | Kenta Asakai       | Giappone    | 00:15:33 | 00:31:03 | 00:09:27 | 00:57:20 |
| 11   | Greg Palken        | Stati Uniti | 00:15:52 | 00:33:32 | 00:08:49 | 00:59:32 |
| 12   | Tiaan Van Niekerk  | Sudafrica   | 00:15:55 | 00:33:51 | 00:08:56 | 01:00:04 |
| 13   | Glenn Lostritto    | Stati Uniti | 00:17:26 | 00:34:30 | 00:10:01 | 01:03:15 |

### Junior donne
| Pos. | Nome                | Paese       | Corsa    | Bici     | Corsa    | Totale   |
| ---- | ------------------- | ----------- | -------- | -------- | -------- | -------- |
|      | Georgina Schwiening | Regno Unito | 00:17:30 | 00:33:55 | 00:09:52 | 01:02:32 |
|      | Ivana Kuriackova    | Slovacchia  | 00:17:31 | 00:38:33 | 00:09:25 | 01:06:39 |
|      | Kate Curran         | Regno Unito | 00:17:31 | 00:38:34 | 00:09:51 | 01:07:12 |
| 4    | Casey Hecox         | Stati Uniti | 00:20:50 | 00:41:43 | 00:12:10 | 01:16:21 |
| 5    | Madison Hathaway    | Canada      | 00:21:27 | 00:43:28 | 00:11:36 | 01:18:01 |

### Under 23 uomini
| Pos. | Atleta                    | Paese             | Corsa    | Bici     | Corsa    | Totale   |
| ---- | ------------------------- | ----------------- | -------- | -------- | -------- | -------- |
|      | Richard Horton            | Regno Unito       | 00:14:35 | 00:29:59 | 00:07:56 | 00:53:33 |
|      | Peter Østergaard          | Danimarca         | 00:14:36 | 00:30:35 | 00:08:01 | 00:54:24 |
|      | Connor Darlington         | Canada            | 00:14:35 | 00:30:36 | 00:07:54 | 00:54:32 |
| 4    | Jose Luis Cordova         | Messico           | 00:14:54 | 00:30:37 | 00:07:59 | 00:54:36 |
| 5    | Jake Shoemaker            | Stati Uniti       | 00:14:55 | 00:30:32 | 00:08:10 | 00:54:46 |
| 6    | Taylor Reid               | Canada            | 00:15:09 | 00:30:16 | 00:08:26 | 00:55:08 |
| 7    | Sascha Bondarenko-Edwards | Australia         | 00:15:34 | 00:30:53 | 00:08:33 | 00:56:12 |
| 8    | Takao Imai                | Giappone          | 00:15:27 | 00:31:10 | 00:08:44 | 00:56:34 |
| 9    | Alexander Vanderlinden    | Canada            | 00:15:27 | 00:31:03 | 00:08:41 | 00:56:34 |
| 10   | Takafumi Nakatsuka        | Giappone          | 00:15:52 | 00:31:08 | 00:08:32 | 00:56:48 |
| 11   | Juul Van De Kruijs        | Paesi Bassi       | 00:15:51 | 00:31:09 | 00:08:56 | 00:57:04 |
| 12   | Dan Feeney                | Stati Uniti       | 00:15:34 | 00:31:05 | 00:09:20 | 00:57:16 |
| 13   | Erik Van Der Heijden      | Paesi Bassi       | 00:15:52 | 00:31:02 | 00:09:39 | 00:57:51 |
| 14   | Devin Wittig              | Canada            | 00:16:11 | 00:34:40 | 00:09:04 | 01:01:18 |
| 15   | Avinash Anamalay          | Trinidad e Tobago | 00:16:13 | 00:35:50 | 00:08:57 | 01:02:14 |

### Under 23 donne
| Pos. | Atleta            | Paese      | Corsa    | Bici     | Corsa    | Totale   |
| ---- | ----------------- | ---------- | -------- | -------- | -------- | -------- |
|      | Petra Fasungova   | Slovacchia | 00:17:30 | 00:33:53 | 00:08:57 | 01:01:35 |
|      | Natsumi Takahashi | Giappone   | 00:19:13 | 00:36:45 | 00:10:12 | 01:07:34 |
|      | Miki Sakai        | Giappone   | 00:19:26 | 00:36:41 | 00:10:18 | 01:07:44 |
| 4    | Rachel Skubel     | Canada     | 00:19:52 | 00:37:33 | 00:10:49 | 01:09:52 |
| 5    | Aiko Matsueda     | Giappone   | 00:20:07 | 00:37:21 | 00:12:30 | 01:11:37 |